# Ringkopf

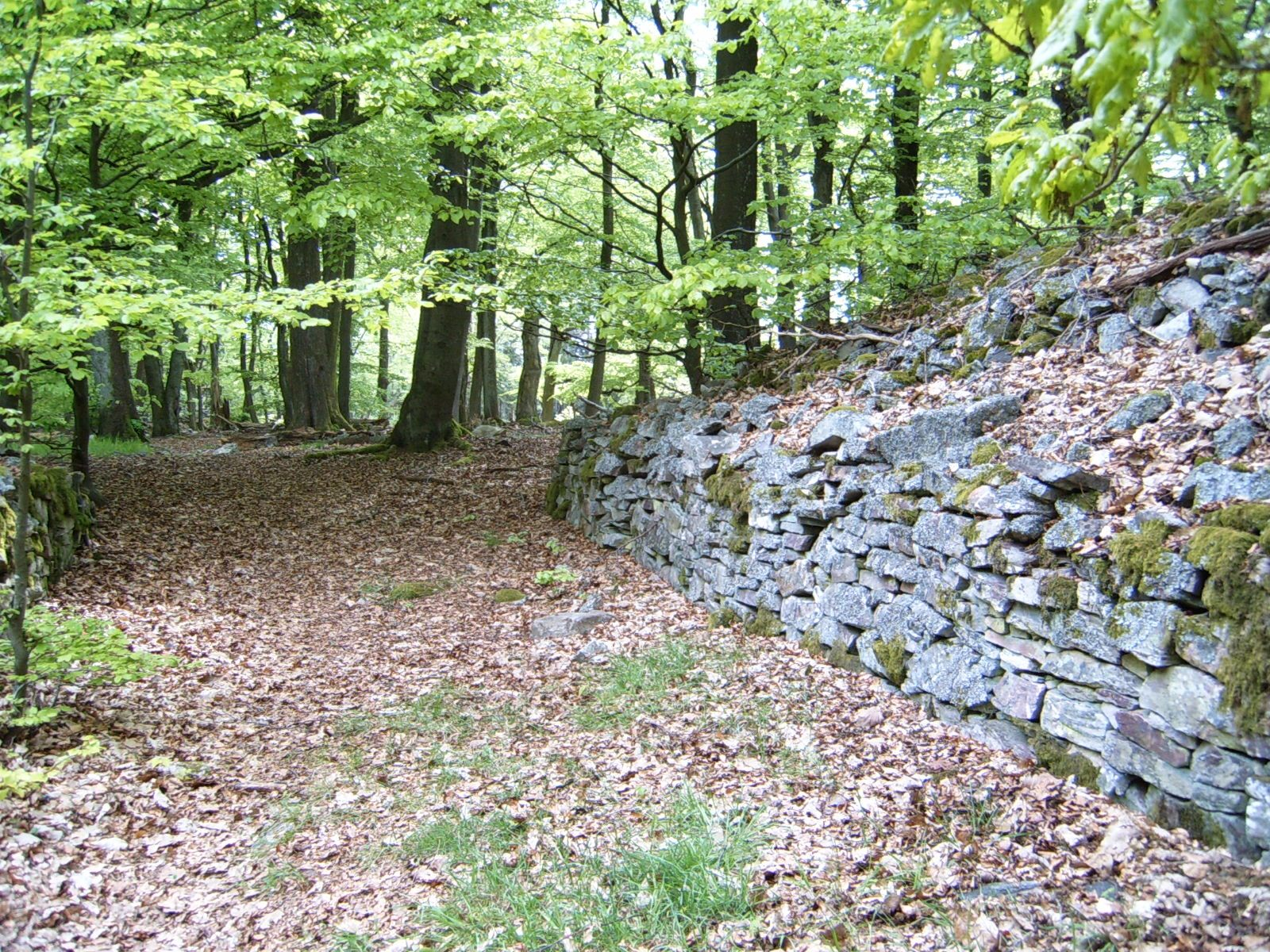
Ringwall Torgasse

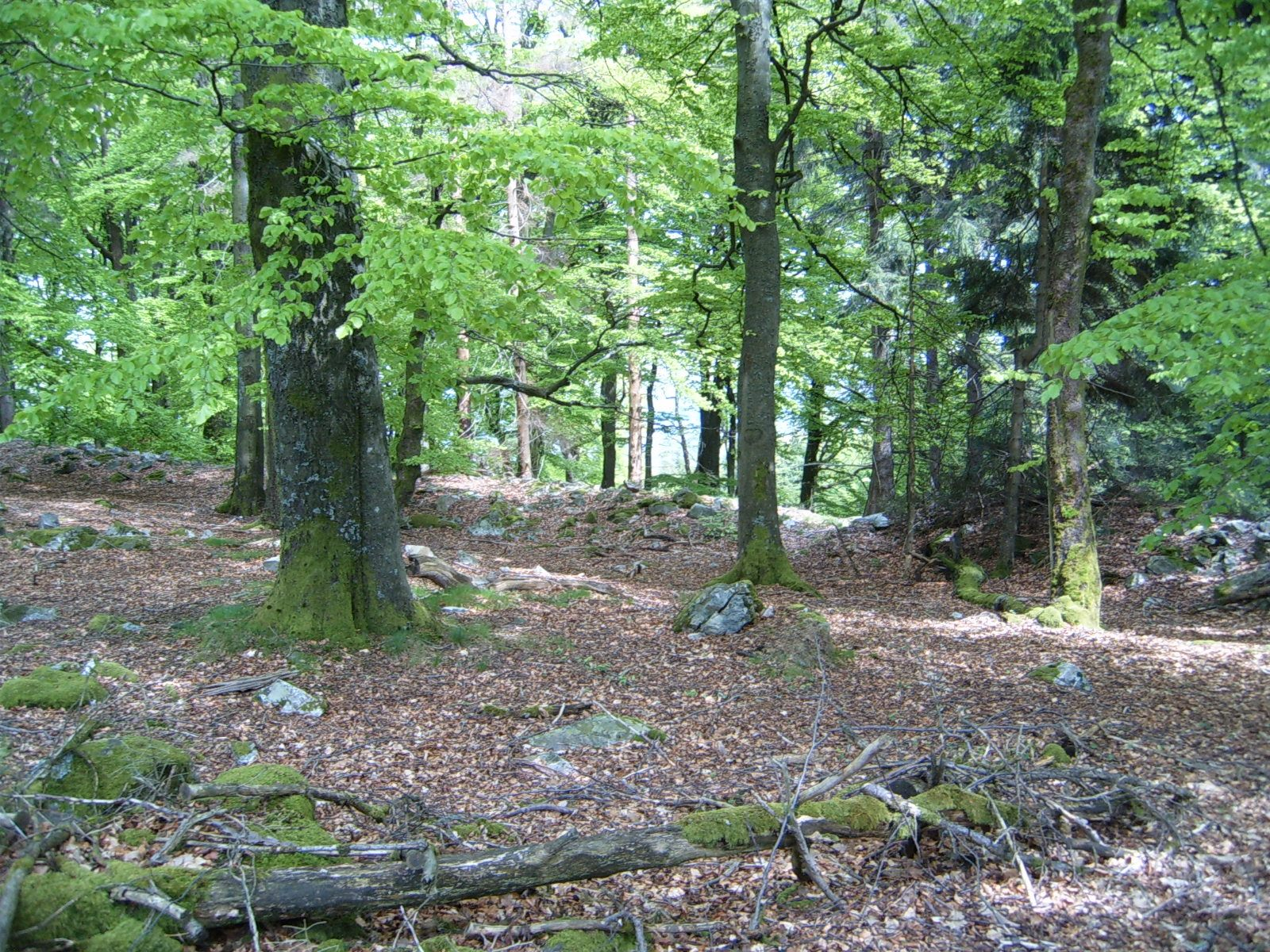
Ringwall

Ringwall Info-Tafel

Der Ringkopf ist eine Ringwallanlage aus keltischer Zeit (um 520 v. Chr.) ostsüdöstlich von Allenbach und südlich von Sensweiler auf einem Quarzitrücken des Schwarzwälder Hochwaldes in 650 m Höhe. Der „Kopf“ ist von Allenbach zu Fuß auf einer Wald-Wegstrecke (gut ausgeschildert) von ca. 3,7 km zu erreichen. Der keltisch-römische Erlebnispfad Sirona-Weg durch den Hunsrück und das Naheland führt über den Ringkopf.
Das dreieckige Plateau ist knapp 1 ha groß. Systematische Ausgrabungen 1935/36 waren trotz umfangreicher Sondagen recht unergiebig, so dass davon ausgegangen werden muss, dass es sich im Gegensatz zum Ringwall von Otzenhausen oder Bundenbach nicht um ein Herrschaftszentrum für die Umgegend gehandelt hat. Das von der Kuppe aus im Norden einsehbare landwirtschaftlich genutzte Hochtal um Allenbach und der daran anschließende Idarwald waren auch zu keltischer Zeit nicht besiedelt. Deshalb ist das Einzugsgebiet wahrscheinlich im Süden in Richtung Siesbach zu suchen. Dort liegt in einer Entfernung von etwa 4,5 km, aber von hier nicht einsehbar, die prunkvolle Grabanlage im Walddistrikt „Kipp“.
Für diese Annahme spricht ein weiteres Zeugnis frühzeitiger Besiedlung. 1952 wurden bei Restaurierungsarbeiten der Kirche von Heiligenbösch bei Leisel die Fundamente einer Badeanlage eines römischen Gutshofes (villa rustica) unter dem Kirchboden entdeckt. Die Entfernung beider Stätten beträgt nur etwa 3 km Luftlinie und 5 km Fußweg.
Vermutlich wurde die Anlage auf dem Ringkopf nur sporadisch genutzt; unklar ist, aus welchem Grund. Die Ringanlage mit ihren alten verfallenen Außenmauern und der Zuwegung mit der 34 m langen und 5 m breiten Torgasse ist in ihrer Begrenzung noch heute nachvollziehbar. Die Bauweise ist die der klassischen Pfostenschlitzmauer – bei Caesar Murus Gallicus genannt.